# Параллельная кривая

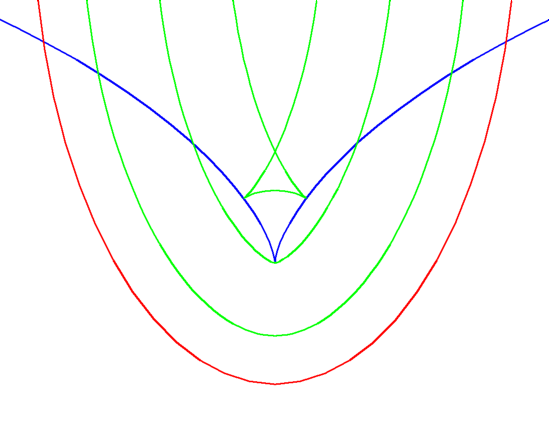
Эллипс (красный), его эволюта (синий) и несколько параллельных кривых (зелёный). Обратите внимание, как изламываются параллельные кривые при встрече с эволютой.

Параллельная кривая или эквидистанта плоской кривой — огибающая семейства окружностей равного радиуса, центры которых лежат на заданной кривой. Понятие параллельной кривой — обобщение понятия параллельной прямой на случай плоских кривых.
Для параметрически заданной кривой параллельная кривая, проходящая на расстоянии {\displaystyle a} от данной определяется уравнениями
{\displaystyle X=x+{\frac {ay'}{\sqrt {x'^{2}+y'^{2}}}}},
{\displaystyle Y=y-{\frac {ax'}{\sqrt {x'^{2}+y'^{2}}}}}.
Или в векторной форме:
{\displaystyle {\vec {r}}=r(t)}
{\displaystyle {\vec {R}}={\vec {r}}+a{\frac {{\vec {r}}\,'}{|{\vec {r}}\,'|}}{\begin{pmatrix}0&1\\-1&0\end{pmatrix}}={\vec {r}}+{\frac {{\vec {r}}\,'}{|{\vec {r}}\,'|}}{\begin{pmatrix}0&a\\-a&0\end{pmatrix}}},
где матрица {\displaystyle {\begin{pmatrix}0&1\\-1&0\end{pmatrix}}} соответствует повороту вектора на 90° по часовой стрелке.

## Свойства
- Ориентированная кривизна {\displaystyle k_{a}} параллельной кривой {\displaystyle \gamma _{a}} выражается через кривизну {\displaystyle k} исходной кривой {\displaystyle \gamma } по формуле 
{\displaystyle k_{a}={\frac {k}{|1-a\cdot k|}}.}